# Darren Jones (homme politique)
Pour les articles homonymes, voir Darren Jones.
Darren Paul Jones (né le 13 novembre 1986) est un homme politique travailliste britannique qui préside le Comité des affaires, de l'énergie et de la stratégie industrielle de la Chambre des communes depuis 2020. Il est député de Bristol North West depuis 2017. Jones dirige également Labor Digital, un groupe de réflexion travailliste.

## Jeunesse et éducation
Jones est né au nord de Bristol, à l'hôpital de Southmead, et grandit à Lawrence Weston et Shirehampton. Il fréquente l'école primaire d'Avon et l'école communautaire de Portway et étudie pour les niveaux A au Bristol Post-16 Centre avant de se rendre à l'université de Plymouth, où il reçoit un diplôme en biosciences humaines et est ensuite élu président de l'Union des étudiants.
Jones travaille au National Health Service à Bristol et Plymouth, notamment au Southmead et Henbury Family Practice. Il est gouverneur des conseils d'administration de l'université de Plymouth et du Plymouth NHS Trust, et publie une chronique hebdomadaire dans le Plymouth Herald.
Jones étudie ensuite à l'université de l'Ouest de l'Angleterre, où il obtient le diplôme d'études supérieures en droit avant de terminer le cours de pratique juridique à l'Université de droit. Il est admis comme avocat en 2013.

## Carrière juridique
Jones se spécialise en droit des technologies et travaille d'abord chez Womble Bond Dickinson LLP à Bristol entre 2013 et 2016, où il développe une pratique de conseil dans les secteurs de l'énergie et des télécommunications, puis déménage à Londres pour devenir conseiller juridique interne de BT entre 2015 et 2017, travaillant sur les données, la vie privée, la cybersécurité, les télécommunications et le droit de la consommation.
À Bristol, Jones lance avec succès un programme de mentorat visant à intégrer les jeunes de son ancienne école de Lawrence Weston à la profession juridique. Il préside ensuite le Young Lawyers 'Network, un groupe national faisant campagne pour rester dans l'Union européenne lors du référendum de 2016 et siège au conseil d'administration de UK Legal Futures, qui réunit d'éminents avocats pour conseiller les élus et les fonctionnaires sur les questions juridiques soulevées par le Brexit.

## Début de carrière politique
Il préside la section des étudiants travaillistes de son université et, après des stages avec les députés locaux Alison Seabeck et Linda Gilroy, est choisi comme candidat travailliste au siège conservateur de Torridge et de West Devon aux élections générales de 2010. Jones siège aux comités nationaux de la jeunesse du Parti coopératif et Unite the Union et est ensuite élu au Comité régional de Unite dans le sud-ouest.
En 2012, Jones est sélectionné pour concourir dans sa circonscription d'origine de Bristol North West, qui a été gagnée par les conservateurs en 2010, le parti travailliste tombant à la troisième place. Lors des élections suivantes en 2015, bien qu'il ait augmenté la part des voix travaillistes de 9 %, la députée sortante Charlotte Leslie est réélue.
Après l'élection, Jones rejoint la campagne de l'espoir de leadership travailliste Andy Burnham comme coordinateur du sud-ouest, et préside la campagne réussie de Marvin Rees pour devenir maire de Bristol. En 2016, il rejoint la campagne Remain lors du référendum d'adhésion à l'UE et travaille ensuite pour la campagne Clinton à Miami lors de l'élection présidentielle américaine de cette année-là.

## Carrière parlementaire
Aux élections générales de 2017, Jones est élu, gagnant 9,2 %.
Jones est réélu aux élections générales de 2019, augmentant sa majorité malgré le recul national du Parti travailliste. Lors de l'élection à la direction du Parti travailliste britannique de 2020, il soutient Jess Phillips et, après son retrait de la course, soutient Keir Starmer.
Jones est le président des Amis travaillistes de l'Inde..
Après l'élection de Starmer en tant que leader travailliste en avril 2020, Jones est nommé secrétaire parlementaire privé conjointement du secrétaire de la Justice fantôme David Lammy et du procureur général de l'ombre Charles Falconer  et sert jusqu'à son élection en tant que président du Comité de la stratégie commerciale, énergétique et industrielle de la Chambre des communes. le 6 mai En sa qualité de président du comité, Jones siège au comité mixte et au comité de liaison de la stratégie de sécurité nationale.
Il est membre du comité multipartite de la science et de la technologie et président du Forum parlementaire sur l'Internet, les communications et la technologie (PICTFOR) et vice-président (international) du groupe parlementaire interpartis sur l'intelligence artificielle. Au Parlement, Jones mène un débat à Westminster Hall sur les implications éthiques et autres des développements de la technologie de reconnaissance faciale et dirige un projet de loi d'initiative parlementaire sur la réglementation de la technologie médico-légale et biométrique.
Jones dirige également Labor Digital, un groupe de réflexion de centre-gauche axé sur les problèmes de technologie; et fonde l'Institute of Artificial Intelligence, un réseau mondial à but non lucratif de législateurs engagés dans des discussions sur la réglementation des technologies d'IA. En plus de ce rôle, il aide également à diriger l'Observatoire de l'OCDE sur l'IA en tant que champion du Réseau parlementaire mondial de l'IA.
Il est un soutien de l'Association parlementaire du Commonwealth, travaillant avec des homologues à travers les législatures du Commonwealth pour construire de meilleurs cadres multilatéraux pour lutter contre la traite des êtres humains, et dirige des délégations en Afrique de l'Est (en aidant à obtenir des changements législatifs dans le cadre du soutien fourni par le gouvernement britannique au Kenya) et dans la région Asie-Pacifique.

## Vie privée
Jones est marié à Lucy Symons-Jones, lobbyiste des énergies renouvelables et entrepreneur en technologie, qui a cofondé la société d'énergie renouvelable Village Infrastructure. Ils ont deux filles.
Jones est un saxophoniste de jazz et un végétalien, qui est également vice-président du groupe parlementaire multipartite sur le végétarisme et le véganisme.